# Costerustuin Hilversum

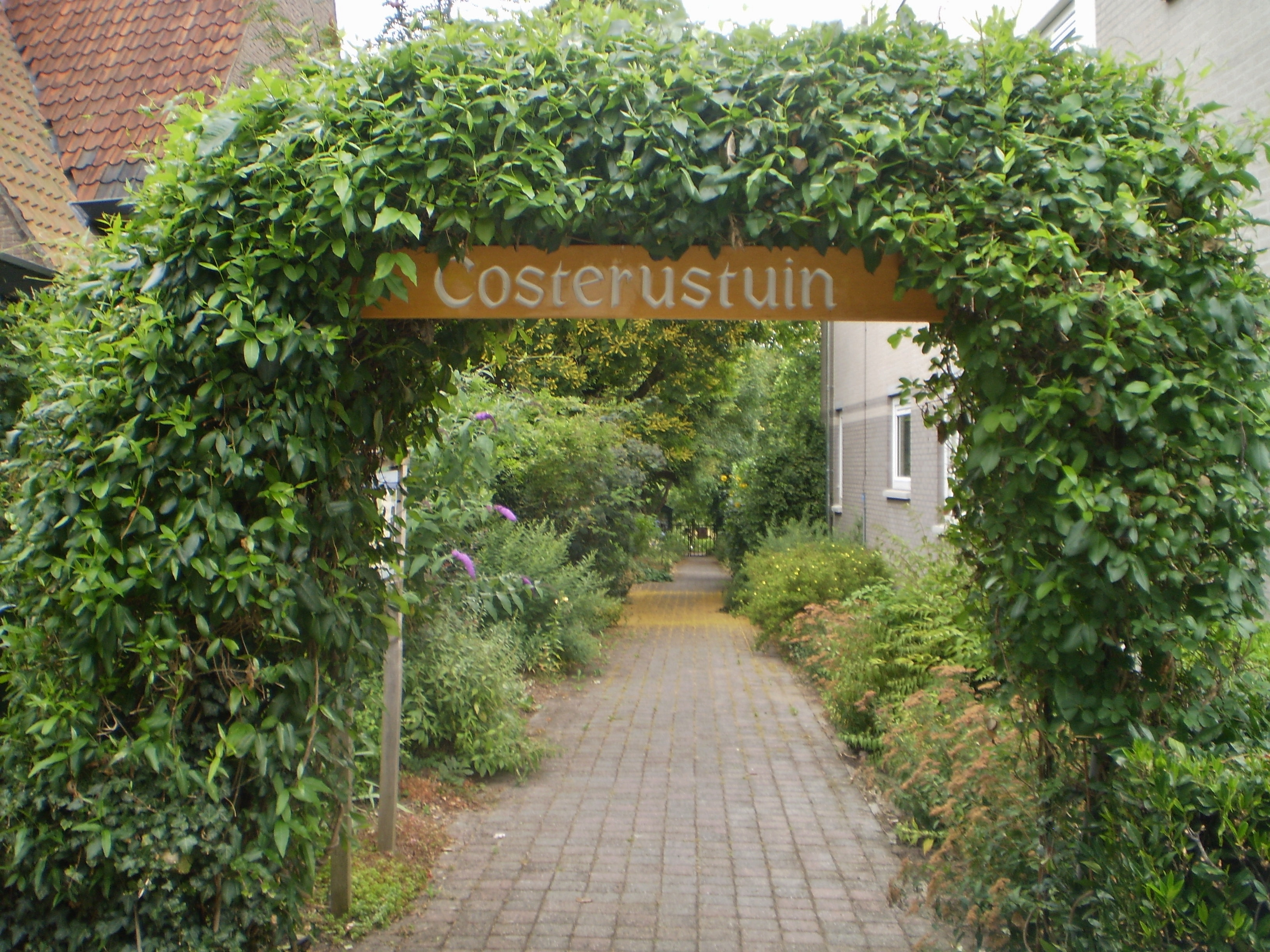
Ingang van de Costerustuin

Costerustuin is een vrij toegankelijke botanische tuin in Hilversum, die in 1920 werd gesticht door de bioloog Jan Costerus. De planten in de Costerustuin zijn niet naar kleur of bloeitijd gerangschikt, maar naar familie. Deze rangschikking is gebaseerd op het Eichler-systeem, dat wil zeggen naar vorm en functie van de voortplantingsorganen.

## Geschiedenis
De tuin was aanvankelijk gelegen naast de bibliotheek aan de Herenstraat. Het publiek moest wennen aan een tuin met ‘onkruid’, maar door de uitleg van Jan Costerus en zijn mede-oprichters kwam er steeds meer enthousiasme voor dit initiatief. Toen de bibliotheek in 1929 verhuisde moest voor de tuin een andere plek gevonden worden. Aan de Zonnelaan in Hilversum werd in 1930 opnieuw een tuin ingericht en deze was aanzienlijk groter.
Toen Jan Costerus in 1938 overleed had hij ervoor gezorgd om het voortbestaan van zijn tuin te garanderen. De grond aan de Zonnelaan, eigendom van de gemeente Hilversum en indertijd gelegen naast de Pedagogische Academie, werd ‘om niet’ gehuurd. Zijn legaat van 1000 gulden, in beheer bij de gemeente Hilversum, zou jaarlijks een rente moeten opbrengen die de kosten van het onderhoud moesten dekken.

## Collectie
De tuin bevat een groot aantal wilde planten (zie hiervoor de externe website).